# ダロス
『ダロス』（DALLOS）は、スタジオぴえろが制作し、バンダイ（後のバンダイビジュアル並びにバンダイナムコアーツ）より発売されたOVAである。

## 概要
1983年12月16日に発売された世界初のOVAである。
第1巻は1万本が売れ、全4巻合計で2万本を出荷した。制作費は総計1億円であった。
当時、販売用ビデオソフトが1万円以上した中で6,800円という低価格で発売されたことで業界の注目を集め、本作によりOVAというジャンルの歴史と市場が形成されていった。
監督の鳥海永行による小説版が1984年10月、講談社X文庫から刊行されている。

## 企画経緯
当初は、打ち切りが決まっていた『魔法のプリンセス ミンキーモモ』の後番組として、バンダイの要請でアニメ制作会社の4社に提出させたテレビアニメ企画4本のうちの1本だった。しかし『モモ』の放送延長が決まったため、『モモ』の後番組としての企画としては流れた。その後もテレビ番組として模型や玩具のマーチャンダイジングを検討したが、キャラクター商品の展開が難しいことからテレビ企画は断念した。
その後、バンダイがセルビデオレーベル「EMOTION」を立ち上げたことで、この作品はビデオ企画として復活する。EMOTION所属の渡辺繁はバンダイ傘下のポピーにいた頃から、テレビアニメ企画の構想に関わっていた。結果的に世界最初のオリジナルビデオアニメとして、テレビアニメ企画の52話の序盤をダイジェスト編集して映像化、全4巻で発売されることになった（全3巻予定が収まりきらず、第3話をact1.2に分けた）。1巻に1話の構成で、第2話が最初に発売された。これは地味な作風の1話ではなく、戦闘シーンがあり派手な2話を先にすることにより販売に弾みをつけるためである。

## 制作経緯
鳥海永行と押井守の2人の監督が立てられ、映画『うる星やつら2 ビューティフル・ドリーマー』の作業があった押井守は後から参加し、鳥海が先行して作業に入っていた。鳥海が1話、押井が2話で同時進行で制作したため、1話と2話でキャラクターがまるで違ってしまった上、製作段階で、人間ドラマにしたい鳥海と、状況描写に重きを置きたい押井と、二人の目指す「ダロス」が全く異なっていることが明らかとなり、絵コンテから演出、色指定に至るまで対立し、双方で勝手に書き換えるなど現場は混乱した。なぜ監督が二人になったのか、今となっては分からないという。両者話し合いで歩み寄りして、以降はストーリーラインは鳥海が担当し、戦闘シーンやアクションシーンの演出を押井が役割分担することになった。
バンダイ側が『機動戦士ガンダム』の路線を希望し、同作の安彦良和タッチのキャラクターで、主人公は機械いじりの好きな少年（＝アムロ・レイ）、ヒロイン役に鵜飼るみ子（＝フラウ・ボゥ）、ライバル役が池田秀一（＝シャア・アズナブル）と『ガンダム』の設定を踏襲していた。当初、階級闘争を戦う無名のテロリストたちの群像劇として、映画『アルジェの戦い』のようなドキュメンタリータッチでやりたいと張り切っていた押井守は、内容面と2人の監督がいる制作体制の混乱とに不満を抱えた。本格的なメカものをやれたことが経験になり、後に『機動警察パトレイバー』に参考になったとはしているが、特に思い出すことはないと総括している。
鳥海は打ち上げの挨拶で「あと一時間半位の枠で完結させたい」と語ったが、実現することはなかった。

## あらすじ
21世紀末。地球連邦政府は、人口増加や資源枯渇などの諸問題を解決するために月面開拓計画を開始した。多大な犠牲を払いながらも計画は成功し、月の裏側に都市「モノポリス」が建設された。潤沢な鉱物資源は地球を甦らせ、人類に永続的繁栄を約束した。だがその一方、月面開拓民（ルナリアン）に対する扱いは冷淡なものへ変質し、彼らは死ぬまで外すことが出来ない頭の認識リングによって常に行動を監視されて昔の豊かさを取り戻した地球への留学や旅行さえも禁止された上、死者は肉体を化学処分され、墓標を立てて弔うことすら許されないなど、徐々に奴隷民のように冷酷な扱いを受け始めており、それについて連邦政府に対する異議申し立てが一切できなくなるほど統轄局「スカラー」の厳しい管理政策によるストレスに苦しんでいた。
そんなルナリアンが心の拠り所としたのは、モノポリス近郊に聳える巨大な機械構造物「ダロス」であった。人の顔のようにも見えるそれは、あきらかに地球の水準を超えた超科学の産物であると同時に、はるか古代から存在しており、いかなる文明が建造し、何を目的に活動し続けるのかなど、全てが謎に包まれている。あたかも虚空を凛と見据えるかの如き威容に、未来永劫、地球の姿を見る事が出来ない人々は大いに畏敬の念を覚え、特に、計画初期から苦難を重ね、大事故発生時には避難壕として使用したこともある開拓民第一世代の老人たちにとっては、神に等しい存在であった。
しかし、月で生まれた若い世代が台頭するにつれて同じ（地球）人類でありながら、閉塞した管理統制で民主国家の国民として地球の同世代人が享受している最低限度の自由さえ与えられない社会環境に対する不満をささやく声が広がり始め、反連邦政府の機運さえ高まる中、ルナリアン第三世代の少年シュン・ノノムラと幼馴染みのレイチェルは、自らの意志と無関係に、偶然知り合ったゲリラのリーダーであるドグ・マッコイが主導する独立運動へと巻き込まれて行く。

## 構成

### 1～2巻
ドグ・マッコイ率いる過激派ゲリラは、統轄局軍司令官アレックス・ライガーの恋人で、地球連邦政府要人の令嬢メリンダ・ハーストがモノポリスを訪問した際に彼女を誘拐、人質とした上で統轄局に対する破壊活動を活発化させ、地球連邦政府に対し、ルナリアン独立へ向けた交渉のテーブルに着くことを要求した。しかしアレックスはこれを拒絶。徹底的な武力による事態鎮圧を図る。同時にルナリアンの精神的支柱であるダロスを、体制にとって不都合な存在であると判断し、ただの機械に過ぎないことを見せつけるため、大規模な抗議集会が繰り広げられる中、内部への潜入調査を口実に破壊することを指令。ダロスをアジトとしていたゲリラたちと遭遇、交戦の末にこれを完遂する。

### 3～4巻
ダロスが破壊されたことにより、過激派の若者に距離を置いてきた一般市民も各所でストライキを開始し、事態は先鋭化の一途を辿る。更に、地球出身者であるアレックスの独断専行に不満を募らせる、カテリーナ副領事を中心とした統轄局内部のグループが、彼を陥れるために、ゲリラ掃討を名目とした居住区への無差別攻撃を決行、数多くの死傷者を出す結果となる。これが大規模な暴動を引き起こし、ドグの行動に難色を示す第一世代ルナリアン開拓民評議会もついに重い腰を上げ、全面ストライキを発令。両者の対立が頂点に達しようとした時、破壊されたはずのダロスが自己修復によって復活、活動を再開した。ゲリラは再度ダロスに集結し臨戦体制を整え、統轄局軍も総攻撃を決定。最終決戦の火蓋が切られる。

## 登場人物
担当声優は「声の出演」を参照。
シュン・ノノムラ
17歳。ルナリアン第三世代の少年。機械いじりが趣味で、毎日鉱石採掘用機械の修理をしている。それ以外のことにはほとんど興味を示すことがなく、レイチェルの気持ちにも気付いておらず、レイチェルに「鈍感」呼ばわりされている。
統轄局に逮捕された際、ドグに助けられたことをきっかけに彼のゲリラ運動に協力するようになり、そこでドグ（開拓民）やアレックス（地球連邦政府）の考え方に触れる。ダロスでの最終決戦の後、双方の考え方を理解した上で、地球政府のルナリアンを使い捨ての道具のように扱う姿勢を許せず、改めてドグのゲリラ運動に参加することを決意する。
アレックス・ライガー
21歳。地球連邦軍大佐。20歳の時に統轄局軍司令官としてモノポリスに赴任し、徹底的な管理政策を敷いてゲリラ運動を抑え付けている。権限は副領事と同等のはずだが、軍事力を背景に実質的な統轄局のトップとして君臨している。
地球連邦軍の軍人として「徹底的な管理こそ開拓民の生活を保障し、地球の繁栄を約束する」という地球連邦政府の考え方の代弁者であり、シュンにとって最大のライバルである。また、ゲリラに対する徹底的な武力対決を辞さない行動力とその目的のために愛犬ジェロニモを戦闘用サイボーグへ改造することも辞さない苛烈な姿勢に加え、「地球出身のエリート」という肩書から統轄局内部からも反感を買っている。なお、彼なりに（ルナリアンに対しても）公正な姿勢を取ってはいるが、地球全体が疲弊していた苦しい時代を知らず、その為か地球のために月での命がけの開拓事業へ身を投じていたルナリアン旧世代に対する敬意はさほど感じていない上、ルナリアンに対してのみ厳しい管理体制が敷かれている事で政治的に弱い立場の彼らが奴隷民に貶められつつある状況に明確な危機を感じていない（むしろ、厳しい管理体制によってルナリアンの安全を守っているという考えであるが、地球から新たにルナリアンとして働きたいと望む者がいないままルナリアンの若い世代が狭いルナリアン社会に封じ込められるやり方がルナリアンたちを隷属者階級に押し込める事態を招きつつあることを明確に理解していない）。
特に彼が犯した最大の失策は指揮下にあるはずの統括軍がルナリアン市街に小型核弾による無差別攻撃を仕掛けた事件において（ルナリアンたちのストライキ騒動への対応に忙殺されたとはいえ）その下手人と背後関係についての捜査を徹底できなかったことである（ゲリラには地球はおろかモノポリスを破壊することはできないが、テロを行った何者かは核弾をも自在に調達し、モノポリス内部での使用を躊躇わない事実を比較すればどちらへの対処を優先すべきかは明らかだったにもかかわらず）。
背後に何者かの陰謀があることが明白な無差別テロ事件の究明を後回しにしてまでゲリラの鎮圧やルナリアンの精神的支柱のダロス破壊を優先した彼の発想は軍人らしいとは言えても、それは結局、婚約者メリンダの父であり、事件の真の黒幕でもあるローラン・ハーストのさらなる暗躍と月のゲリラ運動の先鋭化を煽る結果を生み、物語の後に開始されるであろう月対地球の武力対決への足がかりを作ってしまう結果となった。
レイチェル
16歳。シュンの幼馴染みで、ルナリアン第三世代の少女。シュンに想いを寄せており、両家公認の仲。
独立運動や地球のことには興味がなく、ゲリラに協力するシュンを引き止めようとしていたが、地球からの観光客を装ったアレックスに騙されたことへの怒りから、一転してゲリラ活動へ協力するようになり、統轄局軍の無差別攻撃によって父を殺されてからは地球人達がルナリアンを同じ人間としてみていない事を思い知らされ、本格的にドグのシンパとなる。家族を殺されても地球の考えに耳を傾けようとしているシュンに対し怒りと失望を抱き、地球との戦いに身を投じることを表明した。
メリンダ・ハースト
21歳。アレックスの婚約者。父のローラン・ハーストは地球連邦政府の太陽系開発機構局長 であり、次期連邦主席の座を狙う野心家で、ひそかに月と地球の武力対決を意図しているがメリンダは父の野心にまだ気づいていない。
アレックスに会うためにモノポリスを訪れ、ドグたちに人質として拉致される。そこでシュンやタイゾーと接して開拓民の現状を知るようになり、地球と月の関係を改善しようと考えるようになるが、それが父が率いる無理解な地球人との戦いにつながる道であることが物語の終盤に暗示されている。
ドグ・マッコイ
36歳。ルナリアン第三世代でゲリラ運動のリーダー。シュンの兄・タツヤを冤罪から救えなかったことを悔やんでおり、シュンのことを気遣っている。
統轄局を相手に武力闘争を仕掛け、地球の支配からの脱却を目指している。月で生まれ、徹底した統括局の監視下に置かれ、連邦の意思決定機関である連邦議会にルナリアンの声が届かない現状の中で搾取されて育った世代のため、地球市民だった頃の記憶を持つ第一世代や（モノポリスの完成までは）手厚い支援を地球から受け続けてもらった第二世代のように、地球に対する信頼の念を持つことができない。
物語の終盤ではダロスが地球の科学の水準を超えた超兵器でもある事実に気づき始める。
タイゾー・ノノムラ
シュンの祖父。ルナリアン第一世代の長老的存在。地球を救うために月への移民を選んだ世代のため、地球人に対する同朋意識も強く、地球と敵対するドグたちを快く思っていない（他の長老達も基本的に同じである）。
病に冒されており、ダロスでの最終決戦の後、シュンと共に望郷の海へと向かう。そこで地球との再会を果たし、モノポリス完成以降、急に冷淡になった地球への懸念と望郷の想いを胸に抱いて永眠した。
マックス
ゲリラ運動のメンバーでドグの相棒。マシンの整備を担当していたが、ダロスでの最終決戦ではドグと共に出撃し、からくも生き延びる。
エルナ
ゲリラ運動のメンバー。好戦的な女性で、メリンダやタイゾーに対して心情を解しない言動を取ることが多く、ドグにたしなめられている。
ダロスでの最終決戦でドグからの撤退命令を無視して戦い続け、ダロスの攻撃により死亡した。
シュンの父
ルナリアン第二世代。統轄局軍の無差別攻撃で妻を殺された後も、息子・シュンのように地球を憎むことはなく、自分達の堅実な生き方が祖国・地球に豊かさをもたらし、その褒美として地球政府も自分達に豊かな未来をもたらしてくれると信じて鉱石採掘作業に向かう。
シュンの母
ルナリアン第二世代。統轄局軍の無差別攻撃によって殺される。
総領事
統轄局のトップだが、アレックスにお株を奪われてしまっている。しかし、彼を良く知るカテリーナからは「(愚者を装った)古狸」と呼ばれている。
周囲からはその能力を軽んじられていたが、ダロスの攻撃で統轄局軍・地球連邦軍が壊滅した際には切れ者としての正体を現して非常事態宣言を出し、事態を迅速に収束させるなど、明らかにダロスの秘密を知る立場にある人物で、ルナリアンによる月開拓以前に行われたダロス科学調査隊と何らかのつながりを持つ人物。
カテリーナ
統轄局副領事で反アレックス派の領袖。地球とルナリアン勢力との紛争勃発を企てる野心家・ローラン・ハーストにとっての良き協力者でもある。冷酷で自己の利益の為にいかなる犯罪行為も辞さない卑劣漢。統括局がルナリアンの為の組織では全くないことを如実に証明しているかのような人物。
邪魔なアレックスを失脚させるため、統轄局軍を使って開拓民を無差別攻撃させ、犠牲となった人々の憎しみがアレックスへ向けられるように仕向けた。ダロスでの最終決戦の際には公安部長を抱き込んでアレックスの暗殺を図るが、ダロスの攻撃により乗艦を撃沈され死亡した。
公安部長
ポリスの指揮官。7年前にゲリラ運動を弾圧するために「バーソロミュー事件」を首謀し、ゲリラの犯行に見せかけてポリスや民間人を殺害した。
カテリーナにその証拠を握られ、罪の帳消しを条件にアレックス暗殺を命令される。ダロスでの最終決戦の最中にアレックスを暗殺しようとしたが、ダロスの攻撃により搭乗機を撃墜され死亡した。
タツヤ・ノノムラ
シュンの兄でドグの親友。7年前に「バーソロミュー事件」の首謀者として逮捕され、「終身刑」の名目で土星に送られ消息不明となる。

## スタッフ
- 原作・脚本 - 鳥海永行
- 監督・脚本 - 押井守
  - テロップでは上記の通りに記載されているが、実際には鳥海と押井の共同監督であった。
- 製作 - 布川ゆうじ
- キャラクターデザイン・作画監督 - 岡田敏靖
- メカニックデザイン - 佐藤正浩
- イメージボード - 天野喜孝（ノンクレジット）[13]
- 美術監督 - 中村光毅
- 音響監督 - 斯波重治
- 音楽 - 新田一郎、難波弘之
- 制作 - スタジオぴえろ

## 声の出演
- シュン・ノノムラ - 佐々木秀樹
- アレックス・ライガー - 池田秀一
- レイチェル - 鵜飼るみ子
- メリンダ・ハースト - 榊原良子
- ドグ・マッコイ - 玄田哲章
- タイゾー・ノノムラ - 鈴木瑞穂
- マックス - 田中秀幸
- エルナ - 藤村美樹
- シュンの父 - 中村武己
- シュンの母 - 松島みのり
- 総領事 - 村松康雄
- 公安部長 - 郷里大輔
- ポリス - 伊沢弘、大塚芳忠、沢木郁也、塩屋浩三、水鳥鉄夫、田中亮一
- ゲリラ - 塩屋翼、堀川亮、藤井つとむ
- 開拓民評議員 - 広瀬正志
- ナレーター、カテリーナ副領事 - 中田浩二

## サブタイトル
| 話数 | サブタイトル               | 脚本・演出 | 発売日          |
| ---- | -------------------------- | ---------- | --------------- |
| 1    | リメンバー・バーソロミュー | 鳥海永行   | 1984年 1月28日  |
| 2    | ダロス破壊指令!            | 押井守     | 1983年 12月16日 |
| 3    | 望郷の海に起つ ACT.I       | 押井守     | 1984年 4月29日  |
| 4    | 望郷の海に起つ ACT.II      | 押井守     | 7月5日          |